# Hubert Delange
Hubert Delange (né le 1er mars 1914 à Angers et mort le 25 juillet 2003 à Fontenay-lès-Briis) est un mathématicien français qui a travaillé principalement en théorie analytique des nombres.

## Biographie
Delange, ancien élève de l'École normale supérieure de Paris, est agrégé en mathématiques en 1935 et soutient en 1939 une thèse  préparée sous la direction de Paul Montel (mathématicien), et intitulée « Sur la convergence des séries de polynômes de la forme {\displaystyle \sum a_{n}P_{n}(z)} et sur certaines suites de polynômes ». Pendant la Seconde Guerre mondiale il est professeur à la Faculté des Sciences de Clermont-Ferrand. Il en est doyen, et un temps emprisonné. À Clermont-Ferrand il commence à travailler en théorie analytique des nombres, et notamment sur les théorèmes taubériens et les fonctions arithmétiques. Il publie jusqu'à un âge avancé  (2000). 
Après la guerre, il est nommé à Paris. Il participe à la création de la faculté de mathématiques du centre universitaire d'Orsay avec Jacques Deny et Jean-Pierre Kahane. Le centre devient l'Université Paris-Sud, où il est professeur jusqu'à son éméritat.
En 1959, il fonde, avec Charles Pisot puis Georges Poitou le séminaire de théorie des nombres, connu sous le sigle  DPP (Delange-Pisot-Poitou), qui a eu une importance significative dans le développement de la théorie des nombres en France. Les séances du séminaire ont eu lieu tous les lundis après-midi à l'Institut Henri-Poincaré. En 1995 le séminaire devient le Seminaire de théorie des nombres de Jussieu. Les exposés du séminaire DPP paraissaient dans une série propre.

## Publications
- Hubert Delange, « Sur la convergence des séries de polynômes de la forme {\displaystyle \sum a_{n}P_{n}(z)} et sur certaines suites de polynômes », Annales scientifiques de l’É.N.S. (3e série), t. 56,‎ 1939, p. 173-275 (lire en ligne, consulté le 19 juin 2018).
- Hubert Delange, « Théorèmes taubériens et applications arithmétiques », Mémoires de la Société royale des sciences de Liège (4e série), t. 16, no 1,‎ 1955.
- Liste de travaux de Delange disponibles sur NumDam